# Adolph Eugene Fick (ophtalmologiste)
Pour les articles homonymes, voir Adolf Fick.
 (novembre 2021).
Si vous disposez d'ouvrages ou d'articles de référence ou si vous connaissez des sites web de qualité traitant du thème abordé ici, merci de compléter l'article en donnant les références utiles à sa vérifiabilité et en les liant à la section « Notes et références ».
Adolf Gaston Eugen Fick (1852-1937) est un ophtalmologiste allemand qui a inventé les lentilles de contact. Il est le neveu du physiologiste allemand Adolf Fick, dont le nom est associé à la loi de Fick en diffusion particulaire.

## Biographie
Adolf Gaston Eugen Fick est né à Marbourg (Allemagne) le 22 février 1852. Sa mère décède alors qu'il n'a que 3 ans, et son père, le professeur d'anatomie Ludwick Fick décède à son tour alors qu'Adolf a 6 ans.
En conséquence, il est recueilli par son oncle et parrain, lui aussi nommé Adolf Eugen Fick. Celui-ci, physiologiste de renom, aurait grandement influencé son neveu à poursuivre des études d'ophtalmologie.
Le jeune Adolf Fick a étudié la médecine à Wurtzbourg, Zurich, Marbourg et Fribourg. En 1884, il voyage à travers l'Allemagne pour épouser la fille de Johannes Wislicenus, Marie, avec qui il aura 8 enfants.
En 1888, il conçoit ce qui sera considérée comme la première paire de lentilles de contact de l'histoire à base de verre brun, qu'il testa d'abord sur des lapins, puis sur lui-même et enfin à un petit groupe de volontaires. Son idée originale sera ensuite reprise et perfectionnée par de nombreux autres scientifiques pour devenir les lentilles de contact utilisées aujourd'hui.
Durant la Première Guerre mondiale, Adolf Fick a dirigé plusieurs hôpitaux de campagne situés sur les fronts russes, français et turques. En parallèle de la guerre, il continua à effectuer ses recherches dans les domaines de l'optique et de l'ophtalmologie.